# Temporada 1980 del Campeonato Mundial de Resistencia

## Carreras
| 24 Horas de Daytona 03/02/1980 Daytona International Speedway    | 24 Horas de Daytona 03/02/1980 Daytona International Speedway | 24 Horas de Daytona 03/02/1980 Daytona International Speedway | 24 Horas de Daytona 03/02/1980 Daytona International Speedway | 24 Horas de Daytona 03/02/1980 Daytona International Speedway | 24 Horas de Daytona 03/02/1980 Daytona International Speedway |
| Pos                                                              | N°                                                            | Piloto                                                        | Auto                                                          | Equipo                                                        | Clase                                                         |
| ---------------------------------------------------------------- | ------------------------------------------------------------- | ------------------------------------------------------------- | ------------------------------------------------------------- | ------------------------------------------------------------- | ------------------------------------------------------------- |
| 1°                                                               | 2                                                             | Jöst / Stommelen / Merl                                       | Porsche 935J                                                  | Liqui Moly                                                    | GTX                                                           |
| 2°                                                               | 9                                                             | Paul / Holbert                                                | Porsche 935/77A                                               | Thunderbird Swap Shop                                         | GTX                                                           |
| 3°                                                               | 0                                                             | Field / Ongais / Minter                                       | Porsche 935 K3/80                                             | Interscope Racing                                             | GTX                                                           |
| 4°                                                               | 80                                                            | Carter / Carter / Edwards                                     | Chevrolet Camaro                                              | All Canadian Racing                                           | GTX                                                           |
| 5°                                                               | 62                                                            | Koll / Cook / LaCava                                          | Porsche 914/6                                                 | William J. Koll                                               | GTU                                                           |
| 6°                                                               | 54                                                            | García / Vadia / Herman                                       | Porsche Carrera RSR                                           | Montura Racing                                                | GTO                                                           |
| 7°                                                               | 46                                                            | DeNarvaez / Naon / Londono                                    | Porsche Carrera RSR                                           | DeNarvaez Racing                                              | GTO                                                           |
| 8°                                                               | 77                                                            | Mandeville / Downing / Frisselle                              | Mazda RX-7                                                    | Roger Mandeville                                              | GTU                                                           |
| 9°                                                               | 9                                                             | McKitterick / Garretson / Verney                              | Porsche 935                                                   | Dick Barbour Racing                                           | GTX                                                           |
| 10°                                                              | 4                                                             | Facetti / Finotto                                             | Lancia Beta Montecarlo Turbo                                  | Jolly Club                                                    | GTX                                                           |
| 11°                                                              | 59                                                            | Gregg / Haywood / Leven                                       | Porsche 935/79                                                | Brumos Porsche Audi                                           | GTX                                                           |
| 12°                                                              | 73                                                            | Hutchins / Honegger / Apgar                                   | Mazda RX-7                                                    | Z&W Enterprises                                               | GTU                                                           |
| 13°                                                              | 89                                                            | Romero / Libert / Soto                                        | Porsche Carrera                                               | Hector Huerta                                                 | GTO                                                           |
| 14°                                                              | 65                                                            | Morton / Adamowicz                                            | Ferrari 365 GTB/4                                             | Nicholas/McRoberts Racing                                     | GTO                                                           |
| 15°                                                              | 78                                                            | Giesel / Nesbitt / Johnson                                    | Mazda RX-2                                                    | Revolution Wheels                                             | GTU                                                           |
| 16°                                                              | 93                                                            | Whittington / Whittington / Whittington                       | Porsche 935 K3                                                | Whittington Bros.                                             | GTX                                                           |
| 17°                                                              | 81                                                            | St. James / Welch / Winters                                   | Mazda RX-7                                                    | Trinity Racing                                                | GTU                                                           |
| 18°                                                              | 8                                                             | Speer / Ratcliff / Wolters                                    | Porsche 911                                                   | Moran Construction                                            | GTU                                                           |
| 19°                                                              | 57                                                            | Baker / Gilliland / Scott                                     | Porsche 914/4                                                 | Independent Personalized                                      | GTU                                                           |
| 20°                                                              | 82                                                            | Casey / Dietrich / Mueller                                    | Mazda RX-7                                                    | Trinity Racing                                                | GTU                                                           |
| 21°                                                              | 10                                                            | Heinz / Wellik / Young                                        | Chevrolet Camaro                                              | Oftedahl Trucking                                             | GTO                                                           |
| 22°                                                              | 22                                                            | Bruckmann / Goodell / Cunningham                              | Porsche Carrera                                               | Group Bruckmann                                               | GTO                                                           |
| 23°                                                              | 37                                                            | Espinosa / Cortes / López                                     | Porsche Carrera                                               | Botero Racing                                                 | GTO                                                           |
| 24°                                                              | 39                                                            | Moffat / Johnson / Fisher                                     | Mazda RX-7                                                    | JLC Racing                                                    | GTU                                                           |
| 25°                                                              | 28                                                            | Nehl / Kirill / Rude                                          | Chevrolet Camaro                                              | Tom Nehl                                                      | GTO                                                           |
| 26°                                                              | 68                                                            | Mendez / Almeida / Rodríguez                                  | Porsche Carrera RSR                                           | T & R Racing                                                  | GTO                                                           |
| 27°                                                              | 15                                                            | Gebhardt / Beilcke                                            | BMW CSL                                                       | Bavarian Motors International                                 | GTO                                                           |
| 28°                                                              | 92                                                            | Cummings / Levetto                                            | Shelby GT350                                                  | The Cummings Marque                                           | GTO                                                           |
| 29°                                                              | 6                                                             | Fitzpatrick / Schurti / Barbour                               | Porsche 935 K3                                                | Dick Barbour Racing                                           | GTX                                                           |
| 30°                                                              | 71                                                            | Keirn / Trotter / Errington                                   | Chevrolet Corvette                                            | Keirn Garage                                                  | GTO                                                           |
| 31°                                                              | 76                                                            | Chamberlain / Chamberlain / Valentine                         | Chevrolet Corvette                                            | Arrow Heating Co.                                             | GTX                                                           |
| 32°                                                              | 85                                                            | Deacon / Moennick / Bienvenue                                 | Porsche Carrera                                               | David Deacon                                                  | GTO                                                           |
| 33°                                                              | 6                                                             | DiBattista / Ciccone / Howes                                  | Porsche 911                                                   | Intrepid, Inc.                                                | GTU                                                           |
| 34°                                                              | 79                                                            | Bergstrom / Bedard                                            | Mazda RX-7                                                    | Sports Ltd. Racing                                            | GTU                                                           |
| 35°                                                              | 56                                                            | Borlase / Kravig / Hammond                                    | Porsche 911                                                   | Rick Borlase                                                  | GTO                                                           |
| 36°                                                              | 69                                                            | Henn / Dieudonné                                              | Ferrari 512 BB                                                | Preston Henn                                                  | GTX                                                           |
| 37°                                                              | 24                                                            | Refenning / Mummery / Tilton                                  | Porsche 934                                                   | American Racing Team                                          | GTO                                                           |
| 38°                                                              | 52                                                            | Hamilton / Cripe / Snow                                       | Porsche 911                                                   | Snowmobile Racing                                             | GTU                                                           |
| 39°                                                              | 5                                                             | Mendez / Redman / Miller                                      | Porsche 935 K3                                                | Racing Associates                                             | GTX                                                           |
| 40°                                                              | 96                                                            | Earl / Coykendall / Stiff                                     | Datsun 240Z                                                   | NTS Racing                                                    | GTU                                                           |
| 41°                                                              | 42                                                            | Neland / Ferran / Cotrone                                     | Chevrolet Camaro                                              | Dick Neland                                                   | GTO                                                           |
| 42°                                                              | 95                                                            | Ramírez / Villa / Gordillo                                    | Porsche 911                                                   | Mike Ramírez Racing                                           | GTU                                                           |
| 43°                                                              | 11                                                            | Korten / Neve / Grob                                          | March-BMW M1                                                  | March Engineering                                             | GTX                                                           |
| 44°                                                              | 70                                                            | Doyle / Guest / Meyer                                         | Mazda RX-7                                                    | Herman Racing                                                 | GTU                                                           |
| 45°                                                              | 13                                                            | Forbes-Robinson / Townsend / Meister                          | Porsche 935                                                   | Andial Racing                                                 | GTX                                                           |
| 46°                                                              | 32                                                            | "Jamsal" / Pineda / Barrientos                                | Porsche Carrera RSR                                           | Scorpio Racing                                                | GTO                                                           |
| 47°                                                              | 25                                                            | Miller / Cowart / Beckers                                     | BMW M1                                                        | Deren Automotive                                              | GTX                                                           |
| 48°                                                              | 55                                                            | Kent-Cooke / Bleynie / Ballot-Léna                            | Porsche 935                                                   | Racing Associates                                             | GTX                                                           |
| 49°                                                              | 38                                                            | Fernández / Ferrer / Nierop                                   | Porsche Carrera RSR                                           | Boricua Racing                                                | GTO                                                           |
| 50°                                                              | 19                                                            | Cord / Adams                                                  | Chevrolet Monza                                               | Chris Cord Racing                                             | GTX                                                           |
| 51°                                                              | 94                                                            | Whittington / Plankenhorn                                     | Porsche 935/79                                                | Whittington Bros.                                             | GTX                                                           |
| 52°                                                              | 44                                                            | Tullius / McComb / Kelly                                      | Triumph TR8                                                   | Group 44                                                      | GTO                                                           |
| 53°                                                              | 75                                                            | Kreider / Hagan / Bond                                        | Chevrolet Corvette                                            | Show Cars of Florida                                          | GTO                                                           |
| 54°                                                              | 5                                                             | Akin / Woods / Rahal                                          | Porsche 935 K3                                                | Racing Associates                                             | GTX                                                           |
| 55°                                                              | 51                                                            | Kirby / Hotchkis / Hotchkis, Jr.                              | Porsche Carrera RSR                                           | Moana Corp.                                                   | GTO                                                           |
| 56°                                                              | 3                                                             | Busby / Jenner / Knoop                                        | March-BMW M1                                                  | Jim Busby Racing                                              | GTX                                                           |
| 57°                                                              | 23                                                            | Devendorf / Davenport / Carney                                | Datsun 280ZX                                                  | Frank L. Carney                                               | GTU                                                           |
| 58°                                                              | 99                                                            | Phil Currin                                                   | Chevrolet Corvette                                            | Full-Time Racing                                              | GTO                                                           |
| 59°                                                              | 30                                                            | Moretti                                                       | Porsche 935J                                                  | Electrodyne                                                   | GTX                                                           |
| 60°                                                              | 58                                                            | Febles                                                        | Porsche Carrera                                               | Coco Lopez-Pina Colada                                        | GTO                                                           |
| 61°                                                              | 16                                                            | Mason                                                         | Chevrolet Corvette                                            | Yenko Chevrolet-Honda                                         | GTO                                                           |
| 62°                                                              | 17                                                            | Bohren                                                        | Mazda RX-7                                                    | Racing Beat                                                   | GTU                                                           |
| 63°                                                              | 3                                                             | Frank                                                         | Porsche 934                                                   | Toyota Village                                                | GTO                                                           |
| 64°                                                              | 83                                                            | Zitza                                                         | Porsche 914/6                                                 | Zotz Garage                                                   | GTU                                                           |
| 65°                                                              | 63                                                            | Northam / Davenport                                           | Chevrolet Camaro                                              | Guy Thomas                                                    | GTX                                                           |
| 66°                                                              | 7                                                             | Heimrath                                                      | Porsche 935                                                   | Heimrath Racing                                               | GTX                                                           |
| 67°                                                              | 18                                                            | Arutunoff                                                     | Lancia Stratos                                                | Automobile International                                      | GTU                                                           |
| 6 Horas de Brands Hatch 16/03/1980 Brands Hatch                  |                                                               |                                                               |                                                               |                                                               |                                                               |
| Pos                                                              | N°                                                            | Piloto                                                        | Auto                                                          | Equipo                                                        | Clase                                                         |
| 1°                                                               | 19                                                            | Patrese / Röhrl                                               | Lancia Beta Montecarlo Turbo                                  | Lancia Corsa - Italy                                          | Gr.5                                                          |
| 2°                                                               | 20                                                            | Cheever / Alboreto                                            | Lancia Beta Montecarlo Turbo                                  | Lancia Corsa - Italy                                          | Gr.5                                                          |
| 3°                                                               | 8                                                             | De Cadenet / Wilson                                           | De Cadenet Lola LM Ford                                       | Alain De Cadenet                                              | S+2.0                                                         |
| 4°                                                               | 21                                                            | Facetti / Finotto                                             | Lancia Beta Montecarlo Turbo                                  | Jolly Club                                                    | Gr.5                                                          |
| 5°                                                               | 11                                                            | Cooper / Lovett / Wood                                        | Porsche 935 K3                                                | Charles Ivey Engineering                                      | Gr.5                                                          |
| 6°                                                               | 7                                                             | Williams / Yates-Smith                                        | Porsche 911 SC                                                | Malaya Garage Ltd.                                            | Gr.5                                                          |
| 7°                                                               | 15                                                            | Schornstein / Grohs                                           | Porsche 935/77A                                               | Vegla Racing Team Aachen                                      | Gr.5                                                          |
| 8°                                                               | 26                                                            | Pallavicini / Müller                                          | Porsche 934                                                   | Lubrifilm Racing Team                                         | GT                                                            |
| 9°                                                               | 33                                                            | Sheldon / Brindley / Slaughter                                | Lola T492 Ford                                                | Bell & Colvill                                                | S2000                                                         |
| 10°                                                              | 2                                                             | Brunn / Obrist                                                | Porsche 908/3                                                 | Siegfried Brunn                                               | S+2.0                                                         |
| 11°                                                              | 30                                                            | Galica / Thatcher                                             | Tiga SC80 Ford                                                | Brands Hatch Racing                                           | S2000                                                         |
| 12°                                                              | 14                                                            | Mallock / Jones / Phillips                                    | Porsche Carrera RSR                                           | Simon Phillips                                                | Gr.5                                                          |
| 13°                                                              | 29                                                            | Perrier / Carmillet                                           | Porsche 911 SC                                                | Thierry Perrier                                               | GT                                                            |
| 14°                                                              | 31                                                            | Taylor / Crang / Hytten                                       | Tiga SC79 Ford                                                | Ian Taylor Racing Ltd.                                        | S2000                                                         |
| 15°                                                              | 38                                                            | Parker / Faure / Koechlin                                     | Lola T492 Ford                                                | Robert Parker                                                 | S2000                                                         |
| 16°                                                              | 41                                                            | Guérin / Schlesser / Gastaretti                               | Porsche 934                                                   | J. Guérin                                                     | GT                                                            |
| 17°                                                              | 37                                                            | Fox / Ford                                                    | Lola T492 Ford                                                | TDC Trailers and Rigids Ltd.                                  | S2000                                                         |
| 18°                                                              | 40                                                            | Bourdillat / Ennequin                                         | Porsche 911 SC                                                | A. M. Bernard                                                 | ser.GT                                                        |
| 19°                                                              | 10                                                            | Bussi / Salam                                                 | Porsche 935                                                   | Christian Bussi                                               | Gr.5                                                          |
| 20°                                                              | 18                                                            | Lundgardh / Simonsen / Kristoffersen                          | Porsche 935                                                   | Tuff-Kote Dinol Racing                                        | Gr.5                                                          |
| 21°                                                              | 28                                                            | Wykeham / Classic / Stapleton                                 | Morgan Plus 8                                                 | Morris Stapleton London's Morgan Agents                       | GT                                                            |
| 22°                                                              | 6                                                             | Mercer / Jenvey                                               | Vogue SP2 Ford                                                | David Mercer                                                  | S2.0                                                          |
| 23°                                                              | 1                                                             | Jöst / Merl                                                   | Porsche 908/3 Turbo                                           | Liqui Moly Equipe                                             | S+2.0                                                         |
| 24°                                                              | 3                                                             | Raymond / Charnell                                            | Chevron B36 Ford                                              | Mogil Motors Ltd.                                             | S2.0                                                          |
| 25°                                                              | 16                                                            | Neve / Korten                                                 | March-BMW M1                                                  | March Racing                                                  | S+2.0                                                         |
| 26°                                                              | 12                                                            | Edwards / Robinson                                            | Porsche 911 Carrera RSR                                       | Paul Edwards                                                  | Gr.5                                                          |
| 27°                                                              | 23                                                            | Krebs / Reiss                                                 | BMW 320 Turbo                                                 | Team Emmobilien Reiss                                         | Gr.5                                                          |
| 28°                                                              | 27                                                            | Dron / Cleare                                                 | Porsche 934                                                   | Autofarm Ltd.                                                 | GT                                                            |
| 29°                                                              | 5                                                             | Lombardi / Rocca                                              | Osella PA8 BMW                                                | Lella Lombardi (Torino Corse)                                 | S2.0                                                          |
| 30°                                                              | 9                                                             | Dören / Lässig / Holup                                        | Porsche 935 K3                                                | Weralit Elora Racing Team                                     | Gr.5                                                          |
| 31°                                                              | 4                                                             | Walger / Clark                                                | Lola T297 Ford                                                | Dorset Racing Associates                                      | S2.0                                                          |
| 32°                                                              | 22                                                            | Zorzi / Piazzi                                                | Fiat X1/9                                                     | G. Piazzi                                                     | Gr.5                                                          |
| 6 Horas de Mugello 13/04/1980 Circuito de Mugello                |                                                               |                                                               |                                                               |                                                               |                                                               |
| Pos                                                              | N°                                                            | Piloto                                                        | Auto                                                          | Equipo                                                        | Clase                                                         |
| 1°                                                               | 33                                                            | Patrese / Cheever                                             | Lancia Beta Montecarlo Turbo                                  | Lancia Corse                                                  | Gr.5                                                          |
| 2°                                                               | 2                                                             | Alboreto / Röhrl                                              | Lancia Beta Montecarlo Turbo                                  | Lancia Corse                                                  | Gr.5                                                          |
| 3°                                                               | 11                                                            | "Gimax" / Gallo                                               | Osella PA7 BMW                                                | Marcello M. Gallo                                             | S2.0                                                          |
| 4°                                                               | 26                                                            | Facetti / Finotto                                             | Lancia Beta Montecarlo Turbo                                  | Jolly Club                                                    | Gr.5                                                          |
| 5°                                                               | 23                                                            | Vatielli / Giangrossi                                         | Osella PA6 Ford                                               | Torino Corse                                                  | S1.6                                                          |
| 6°                                                               | 43                                                            | Quester / Pironi                                              | BMW M1                                                        | BMW France                                                    | S+2.0                                                         |
| 7°                                                               | 25                                                            | "Peppers" / Vecchione                                         | Osella PA8 Ford                                               | Pasquale Vecchione                                            | S1.6                                                          |
| 8°                                                               | 28                                                            | Snobeck / Destic                                              | Porsche 935                                                   | Herve Poulain                                                 | Gr.5                                                          |
| 9°                                                               | 36                                                            | Schlesser / Guérin / Gasparetti                               | Porsche 934                                                   | Jacques Guérin                                                | GT                                                            |
| 10°                                                              | 24                                                            | Bazzani / Bogani                                              | Chevron B36 Ford                                              | Domenico Bazzani                                              | S1.6                                                          |
| 11°                                                              | 19                                                            | Boffa / Fracastoro                                            | Osella PA5 BMW                                                | Mennato Boffa                                                 | S2.0                                                          |
| 12°                                                              | 16                                                            | Nesti / Pezzali                                               | Lola T298 BMW                                                 | Mauro Nesti                                                   | S2.0                                                          |
| 13°                                                              | 7                                                             | Brambilla / Lombardi                                          | Osella PA8 BMW                                                | Torino Corse                                                  | S2.0                                                          |
| 14°                                                              | 42                                                            | Barth / Brunn                                                 | Porsche 908/3                                                 | Siegfried Brunn                                               | S+2.0                                                         |
| 15°                                                              | 12                                                            | Anastasio / Ceraolo                                           | Osella PA6 BMW                                                | Pasquale Anastasio                                            | S2.0                                                          |
| 16°                                                              | 22                                                            | Parpinelli / Tesini                                           | Osella PA6 Ford                                               | Torino Corse                                                  | S1.6                                                          |
| 17°                                                              | 6                                                             | Onori / Cecchi / Orsi                                         | Osella PA5 BMW                                                | Marco Onori                                                   | S2.0                                                          |
| 18°                                                              | 4                                                             | Reiss / Krebs                                                 | BMW 320i                                                      | Gerhard Reiss                                                 | Gr.5                                                          |
| 19°                                                              | 14                                                            | Boccalero / Cavallo                                           | Osella PA8 BMW                                                | Furio Boccalero                                               | S2.0                                                          |
| 20°                                                              | 9                                                             | Veninata / Cascone                                            | Osella PA7 BMW                                                | Vito Veninata                                                 | S2.0                                                          |
| 21°                                                              | 15                                                            | "Amphicar" / Moreschi / Casoni                                | Osella PA7 BMW                                                | Scuderia Ateneo                                               | S2.0                                                          |
| 22°                                                              | 29                                                            | Schiebler / Müller                                            | Porsche 935                                                   | Valvoline Deutschland                                         | Gr.5                                                          |
| 23°                                                              | 27                                                            | Salam                                                         | Porsche 935                                                   | Christian Bussi                                               | Gr.5                                                          |
| 24°                                                              | 21                                                            | Cappellotto                                                   | Lola T298 BMW                                                 | Dino Ridolfi                                                  | S2.0                                                          |
| 25°                                                              | 44                                                            | Servanin                                                      | BMW M1                                                        | BMW Zol                                                       | S+2.0                                                         |
| 26°                                                              | 3                                                             | Zorzi                                                         | Fiat X1/9 Dallara                                             | Giuseppe Piazzi                                               | Gr.5                                                          |
| 1000 Kilómetros de Monza 27/04/1980 Autodromo Nazionale di Monza |                                                               |                                                               |                                                               |                                                               |                                                               |
| Pos                                                              | N°                                                            | Piloto                                                        | Auto                                                          | Equipo                                                        | Clase                                                         |
| 1°                                                               | 34                                                            | De Cadenet / Wilson                                           | De Cadenet Lola LM Ford                                       | Alain De Cadenet                                              | S+2.0                                                         |
| 2°                                                               | 21                                                            | Barth / Pescarolo                                             | Porsche 935/77A                                               | Sportwagen                                                    | Gr.5                                                          |
| 3°                                                               | 1                                                             | Patrese / Röhrl                                               | Lancia Beta Montecarlo Turbo                                  | Lancia Corse                                                  | Gr.5                                                          |
| 4°                                                               | 18                                                            | Schornstein / Grohs                                           | Porsche 935/77A                                               | Vegla Racing Team                                             | Gr.5                                                          |
| 5°                                                               | 2                                                             | Cheever / Ghinzani                                            | Lancia Beta Montecarlo Turbo                                  | Lancia Corse                                                  | Gr.5                                                          |
| 6°                                                               | 65                                                            | Parpinelli / Frisori                                          | Osella PA6 Ford                                               | Ruggero Parpinelli                                            | S1.6                                                          |
| 7°                                                               | 19                                                            | "Victor" / Schön                                              | Porsche 935                                                   | "Victor"                                                      | Gr.5                                                          |
| 8°                                                               | 33                                                            | Ferrier / Servanin                                            | BMW M1                                                        | BMW Zol-Auto                                                  | S+2.0                                                         |
| 9°                                                               | 48                                                            | "Gimax" / Gallo                                               | Osella PA8 BMW                                                | "Gimax"                                                       | S2.0                                                          |
| 10°                                                              | 15                                                            | Fischhaber / Walter / Schiebler                               | Porsche 935                                                   | Erich Schiebler                                               | Gr.5                                                          |
| 11°                                                              | 56                                                            | Bottura / Pellin                                              | March 75S BMW                                                 | Giuseppe Bottura                                              | S2.0                                                          |
| 12°                                                              | 3                                                             | Facetti / Ricci                                               | Lancia Beta Montecarlo Turbo                                  | Jolly Club                                                    | Gr.5                                                          |
| 13°                                                              | 35                                                            | Brunn / Müller                                                | Porsche 908/3                                                 | Siegfried Brunn                                               | S+2.0                                                         |
| 14°                                                              | 64                                                            | Marazzi / Vecchione                                           | Osella PA8 Ford                                               | Scuderia Vesuvio                                              | S1.6                                                          |
| 15°                                                              | 42                                                            | Francia / Ramanzini                                           | Osella PA8 BMW                                                | Giorgio Francia                                               | S2.0                                                          |
| 16°                                                              | 31                                                            | Dini / Violati                                                | Ferrari 512 BB                                                | Scuderia Supercar Bellancauto                                 | S+2.0                                                         |
| 17°                                                              | 26                                                            | Magnani / Rombolotti                                          | Lancia Stratos                                                | Claudio Magnani                                               | GT                                                            |
| 18°                                                              | 22                                                            | Berruto / Pizzato / Licheri                                   | Porsche Carrera RSR                                           | Dei Fiori                                                     | GT                                                            |
| 19°                                                              | 63                                                            | Benusiglio / de Angelis / Benusiglio                          | Osella PA5 Ford                                               | Mario Benusiglio                                              | S1.6                                                          |
| 20°                                                              | 47                                                            | Gaglliotto / Lovato                                           | Osella PA7 BMW                                                | Enrico Gaglliotto                                             | S2.0                                                          |
| 21°                                                              | 43                                                            | Casoni / "Amphicar" / Moreschi                                | Osella PA7 BMW                                                | Scuderia Ateneo                                               | S2.0                                                          |
| 22°                                                              | 68                                                            | Baribbi / "Pal Joe"                                           | Osella PA7 Ford                                               |                                                               | S1.6                                                          |
| 23°                                                              | 6                                                             | Piazzi / Cinotti                                              | Fiat X1/9                                                     | Giuseppe Piazzi                                               | Gr.5                                                          |
| 24°                                                              | 51                                                            | Veninata / Cascone                                            | Osella PA6 BMW                                                | Vito Veninata                                                 | S2.0                                                          |
| 25°                                                              | 11                                                            | Pietromarchi / Micangeli / Faraci                             | De Tomaso Pantera                                             | William Sala                                                  | Gr.5                                                          |
| 26°                                                              | 5                                                             | Krebs / Reiss                                                 | BMW 320i                                                      | Gerhard Reiss                                                 | Gr.5                                                          |
| 27°                                                              | 7                                                             | Massa / Galimberti / Chiapparini                              | Alfa Romeo Alfetta GTV                                        | Angelo Chiapparini                                            | T                                                             |
| 28°                                                              | 69                                                            | Provolo / Cerulli-Irelli                                      | AMS - Ford                                                    | Pier Giorgio Provolo                                          | S1.6                                                          |
| 29°                                                              | 53                                                            | Barberio / Ridolfi                                            | Lola T284 BMW                                                 | Dino Ridolfi                                                  | S2.0                                                          |
| 30°                                                              | 46                                                            | Nesti / Pezzali                                               | Osella PA8 BMW                                                | Arcadio Pezzali                                               | S2.0                                                          |
| 31°                                                              | 54                                                            | Boillat / Morand                                              | Lola T296 Ford                                                | Georges Morand                                                | S2.0                                                          |
| 32°                                                              | 32                                                            | Zorzi / Francisci                                             | Capoferri M1 Ford                                             | Renzo Zorzi                                                   | S+2.0                                                         |
| 33°                                                              | 44                                                            | Anastasio / Ceraolo                                           | Osella PA7 BMW                                                | Pasquale Anastasio                                            | S2.0                                                          |
| 34°                                                              | 52                                                            | Ghislotti / Colzani                                           | Lola T296 BMW                                                 | Duilio Ghislotti                                              | S2.0                                                          |
| 35°                                                              | 41                                                            | Brambilla / Lombardi                                          | Osella PA8 BMW                                                | Scuderia Torino Corse                                         | S2.0                                                          |
| 36°                                                              | 66                                                            | Vatielli / Giangrossi                                         | Osella PA6 Ford                                               | Gerardo Vatielli                                              | S1.6                                                          |
| 37°                                                              | 14                                                            | Besenzoni / Dal Ben                                           | Ferrari 308 GTB                                               | Autosebio Racing                                              | Gr.5                                                          |
| 6 Horas de Silverstone 11/05/1980 Silverstone                    |                                                               |                                                               |                                                               |                                                               |                                                               |
| Pos                                                              | N°                                                            | Piloto                                                        | Auto                                                          | Equipo                                                        | Clase                                                         |
| 1°                                                               | 8                                                             | De Cadenet / Wilson                                           | De Cadenet Lola LM Ford                                       | Alain de Cadenet                                              | S+2.0                                                         |
| 2°                                                               | 5                                                             | Brunn / Barth                                                 | Porsche 908/3                                                 | Siegfried Brunn                                               | S+2.0                                                         |
| 3°                                                               | 18                                                            | Paul / Redman                                                 | Porsche 935 JLP-2                                             | JLP Racing                                                    | IMSA                                                          |
| 4°                                                               | 54                                                            | Röhrl / Alboreto                                              | Lancia Beta Montecarlo Turbo                                  | Lancia Corse - Italy                                          | Gr.5                                                          |
| 5°                                                               | 16                                                            | Schornstein / Grohs                                           | Porsche 935/77A                                               | Vegla Racing Team                                             | Gr.5                                                          |
| 6°                                                               | 22                                                            | Dören / Lässig / Holup                                        | Porsche 935 K3                                                | Weralit Elora Team                                            | Gr.5                                                          |
| 7°                                                               | 11                                                            | O'Rourke / Craft / Norman                                     | Ferrari 512 BB                                                | Rosso Ltd.                                                    | IMSA                                                          |
| 8°                                                               | 29                                                            | Cleare / Dron                                                 | Porsche 934                                                   | Autofarm Ltd.                                                 | GT                                                            |
| 9°                                                               | 12                                                            | Soto / Honegger / Hutchins                                    | Mazda RX-7                                                    | Z & W Enterprises Racing Inc.                                 | IMSA                                                          |
| 10°                                                              | 31                                                            | Guérin / Alliot / Bussi                                       | Porsche 934                                                   | Christian Bussi                                               | GT                                                            |
| 11°                                                              | 58                                                            | Calderari / Vanoli                                            | BMW 320i                                                      | Eggenberger Motorsport                                        | T                                                             |
| 12°                                                              | 6                                                             | Neve / Korten                                                 | March-BMW M1                                                  | March Racing                                                  | IMSA                                                          |
| 13°                                                              | 41                                                            | Lombardi / Brambilla                                          | Osella PA8 BMW                                                | Scuderia Torino Corse                                         | S2.0                                                          |
| 14°                                                              | 20                                                            | Cooper / Lovett / Wood                                        | Porsche 935 K3                                                | Charles Ivey Racing                                           | Gr.5                                                          |
| 15°                                                              | 42                                                            | Faure / Mason / Clark                                         | Lola T297 Ford                                                | Dorset Racing Associates                                      | S2.0                                                          |
| 16°                                                              | 55                                                            | Facetti / Finotto                                             | Lancia Beta Montecarlo Turbo                                  | Jolly Club                                                    | Gr.5                                                          |
| 17°                                                              | 19                                                            | Edwards / Fitzpatrick / Plankenhorn                           | Porsche 935 K3/80                                             | Porsche Kremer Racing                                         | Gr.5                                                          |
| 18°                                                              | 32                                                            | Down / Stapleton / Wykeham                                    | Morgan Plus 8                                                 | Morris Stapleton London's Morgan Agents                       | GT                                                            |
| 19°                                                              | 24                                                            | Yates-Smith / Wilds / Williams                                | Porsche 911 SC                                                | Malaya Garage Ltd.                                            | Gr.5                                                          |
| 20°                                                              | 30                                                            | Zbinden / Kofel                                               | Porsche 934                                                   | Formel Rennsport Club                                         | GT                                                            |
| 21°                                                              | 27                                                            | Wingrove / Robinson                                           | Porsche Carrera                                               | Tony Wingrove                                                 | Gr.5                                                          |
| 22°                                                              | 43                                                            | Mercer / Chittenden / Jones                                   | Vogue SP2 Ford                                                | David Mercer                                                  | S2.0                                                          |
| 23°                                                              | 53                                                            | Patrese / Cheever                                             | Lancia Beta Montecarlo Turbo                                  | Lancia Corse - Italy                                          | Gr.5                                                          |
| 24°                                                              | 1                                                             | Gaillard / Chevalley / Trisconi                               | ACR 80 Ford                                                   | Andre Chevalley Racing                                        | S+2.0                                                         |
| 25°                                                              | 10                                                            | Hamilton / Bell                                               | Aston Martin AM V8                                            | Ault & Wiborg Ltd.                                            | GTP                                                           |
| 26°                                                              | 9                                                             | Preece / Phillips                                             | Gipfast Special Aston Martin                                  | Ault & Wiborg Ltd.                                            | GTP                                                           |
| 1000 Kilómetros de Nürburgring 25/05/1980 Nürburgring            |                                                               |                                                               |                                                               |                                                               |                                                               |
| Pos                                                              | N°                                                            | Piloto                                                        | Auto                                                          | Equipo                                                        | Clase                                                         |
| 1°                                                               | 31                                                            | Stommelen / Barth                                             | Porsche 908/3 Turbo                                           | Liqui Moly Equipe                                             | S+2.0                                                         |
| 2°                                                               | 6                                                             | Fitzpatrick / Plankenhorn / Barbour                           | Porsche 935 K3/80                                             | Sachs-Sporting-Dick-Barbour-Team                              | Gr.5                                                          |
| 3°                                                               | 201                                                           | Stuck / Piquet                                                | BMW M1                                                        | BMW Motorsport GmbH                                           | GTX+2.0                                                       |
| 4°                                                               | 14                                                            | Patrese / Heyer                                               | Lancia Beta Montecarlo Turbo                                  | Lancia Italia                                                 | Gr.5                                                          |
| 5°                                                               | 3                                                             | Wollek / Schurti                                              | Porsche 935/80                                                | Gelo Racing Team Georg Loos Werbe KG                          | Gr.5                                                          |
| 6°                                                               | 15                                                            | Cheever / Ghinzani                                            | Lancia Beta Montecarlo Turbo                                  | Lancia Italia                                                 | Gr.5                                                          |
| 7°                                                               | 5                                                             | Schornstein / Grohs                                           | Porsche 935/77A                                               | Vegla Racing Team                                             | Gr.5                                                          |
| 8°                                                               | 38                                                            | Hoffmann / Dombrowski                                         | McLaren M8F Chevrolet                                         | Peter Hoffmann                                                | S+2.0                                                         |
| 9°                                                               | 20                                                            | Bürger / Brutschin                                            | BMW 320i                                                      | BASF-Glysantin / Team GS Sport                                | Gr.5                                                          |
| 10°                                                              | 18                                                            | Schimpf / Fischhaber / Ketterer                               | BMW 320i                                                      | Jägermeister Racing Team                                      | Gr.5                                                          |
| 11°                                                              | 4                                                             | Dören / Lässig / Holup                                        | Porsche 935 K3                                                | Weralit-Elora Team                                            | Gr.5                                                          |
| 12°                                                              | 74                                                            | Pallavicini / Müller                                          | Porsche 934                                                   | Lubrifilm Racing Team                                         | GT                                                            |
| 13°                                                              | 76                                                            | Jahn / Utz                                                    | Porsche 911 SC                                                | Hahn Sportwagen GmbH                                          | GT                                                            |
| 14°                                                              | 23                                                            | Mohr / Finotto                                                | Lancia Beta Montecarlo Turbo                                  | Jolly Club Milano                                             | Gr.5                                                          |
| 15°                                                              | 53                                                            | Götz / Blanckley                                              | Chevron B31 BMW                                               | John Blankley                                                 | S2.0                                                          |
| 16°                                                              | 17                                                            | Kristoffersen / Simonsen                                      | BMW 320                                                       | Willy F. Racing Team                                          | Gr.5                                                          |
| 17°                                                              | 121                                                           | Selzer / Braumüller / Reisenbichler                           | Ford Escort RS 2000                                           | Ford Berkenkamp Racing                                        | T                                                             |
| 18°                                                              | 55                                                            | Grupp / Walter                                                | Lola T297 BMW                                                 | RGU                                                           | S2.0                                                          |
| 19°                                                              | 128                                                           | Kummle / Mauer                                                | Ford Escort RS 2000                                           | Format Küchen                                                 | T                                                             |
| 20°                                                              | 116                                                           | Bröhling / Prang / Felder                                     | Ford Escort                                                   | Brauneiser Renntechnik Köln                                   | T                                                             |
| 21°                                                              | 114                                                           | Ochs / Schäfer                                                | Opel Kadett                                                   | Mich Opel Tuning                                              | T                                                             |
| 22°                                                              | 78                                                            | Lörper / Römer / Oppermann                                    | Porsche 930                                                   | Norddeutscher Automobil Club e.V.                             | GT                                                            |
| 23°                                                              | 110                                                           | Ligensa / Bonefeld                                            | VW Scirocco                                                   |                                                               | T                                                             |
| 24°                                                              | 113                                                           | Degenhardt / Esser / Esser                                    | Opel Kadett GTE                                               | Rödler, Sport Dienst                                          | T                                                             |
| 25°                                                              | 117                                                           | Felder / Hulverscheid / Bröhling                              | Ford Escort                                                   | Brauneiser Renntechnik Köln                                   | T                                                             |
| 26°                                                              | 16                                                            | Piazzi / La Vecchia                                           | Fiat X1/9 Dallara                                             | Giuseppe Piazzi                                               | Gr.5                                                          |
| 27°                                                              | 125                                                           | Ley / Rietmann                                                | VW Golf GTi                                                   | ACBH Bad Honnef e. V. im ADAC                                 | T                                                             |
| 28°                                                              | 124                                                           | Wohlfahrter / Pathe                                           | Ford Escort RS 2000                                           | Scuderia Colonia e. V. im ADAC                                | T                                                             |
| 29°                                                              | 118                                                           | Bauer / Gall                                                  | Ford Escort                                                   | KWS Motorsport                                                | T                                                             |
| 30°                                                              | 115                                                           | Helmig / Ruether / Moeller                                    | Opel Ascona B SR GTE                                          | Mendener Automobilclub e.V.                                   | T                                                             |
| 31°                                                              | 122                                                           | Braumüller / Selzer / Mangold                                 | Ford Escort RS 2000                                           | Ford Berkenkamp Racing                                        | T                                                             |
| 32°                                                              | 81                                                            | Herler / Schumacher / Weisheidinger                           | Opel Monza                                                    | Gilden Kölsch Racing Team                                     | T                                                             |
| 33°                                                              | 126                                                           | Sprungmann / Mennecken                                        | VW Golf GTi                                                   | MSC Wahlscheid e. V. im ADAC                                  | T                                                             |
| 34°                                                              | 119                                                           | Deege / von Löwis / Rosenkranz                                | Ford Escort                                                   | KWS Motorsport                                                | T                                                             |
| 35°                                                              | 19                                                            | Jenvey / Hickman                                              | Lotus Esprit S1                                               | Jan Odor                                                      | Gr.5                                                          |
| 36°                                                              | 111                                                           | Walter / Prinz                                                | Opel Ascona B SR 2000 I                                       | Secula Veltman Tuning                                         | T                                                             |
| 37°                                                              | 51                                                            | Brambilla / Lombardi                                          | Osella PA8 BMW                                                | Torino Corse                                                  | S2.0                                                          |
| 38°                                                              | 12                                                            | Redman / Henn / Paul                                          | Porsche 935 JLP-2                                             | J.L.P. Racing                                                 | Gr.5                                                          |
| 39°                                                              | 129                                                           | Offermann / Dagenhardt / Mantzel                              | Opel Kadett                                                   | Rödler Sport Dienst                                           | T                                                             |
| 40°                                                              | 11                                                            | Schiebler / Fischhaber / Köhler                               | Porsche 935                                                   | Jägermeister Racing Team                                      | Gr.5                                                          |
| 41°                                                              | 204                                                           | Honegger / Soto / Hutchins                                    | Mazda RX-7 GTP                                                | Z & W Enterprises Racing                                      | GTX+2.0                                                       |
| 42°                                                              | 94                                                            | Möhle / Bremmekamp / Thierfelder                              | BMW 2002                                                      | Renngemeinschaft Bergisch-Gladbach e.V. im ADAC               | T                                                             |
| 43°                                                              | 103                                                           | Brune / Hennemann                                             | Alfa Romeo 2000 GTV                                           | Karl-Ernst Brune                                              | T                                                             |
| 44°                                                              | 93                                                            | Hens / Biewald / Schell                                       | BMW 2002                                                      | Yale Stapler Team                                             | T                                                             |
| 45°                                                              | 105                                                           | Dötsch / Gall                                                 | Ford Escort                                                   | KWS Motorsport                                                | T                                                             |
| 46°                                                              | 36                                                            | Hild / Lotterschmid                                           | TOJ S306 Ford                                                 | Kurt Hild                                                     | S+2.0                                                         |
| 47°                                                              | 86                                                            | Probst / Mentel / Walter                                      | Porsche 911 SC                                                | Yale Stapler Team                                             | GT                                                            |
| 48°                                                              | 82                                                            | Löffler / Nückel / Filthaut                                   | Opel Monza                                                    |                                                               | T                                                             |
| 49°                                                              | 131                                                           | Sanden / Sanden                                               | VW Golf GTi                                                   | Veytal-Tuning                                                 | T                                                             |
| 50°                                                              | 22                                                            | Ernst / Zweibäumer                                            | BMW 320i                                                      |                                                               | Gr.5                                                          |
| 51°                                                              | 1                                                             | Ludwig / Mass                                                 | Ford Capri Turbo                                              | Ford Team Zakspeed                                            | Gr.5                                                          |
| 52°                                                              | 95                                                            | Müller / Middelhaufe                                          | BMW 2002                                                      | Yale Stapler Team                                             | T                                                             |
| 53°                                                              | 33                                                            | Merl / Brunn                                                  | Porsche 908/3                                                 | Liqui Moly Equipe                                             | S+2.0                                                         |
| 54°                                                              | 87                                                            | Becker / Körner                                               | Mazda RX-7                                                    | Heinz Becker                                                  | GT                                                            |
| 55°                                                              | 96                                                            | Weißgerber / Nett                                             | BMW 2002                                                      | MSTC Erbach e. V.                                             | T                                                             |
| 56°                                                              | 102                                                           | Knipper / Balzar                                              | Alfa Romeo 2000 GTV                                           | OBI Team Deutschland                                          | T                                                             |
| 57°                                                              | 99                                                            | Scheefeldt / Heckenbach / Lungstrass                          | BMW 2002                                                      |                                                               | T                                                             |
| 58°                                                              | 104                                                           | Valder / Strohle                                              | BMW 320i                                                      | Valvoline Racing                                              | T                                                             |
| 59°                                                              | 39                                                            | Przybilla / Walz                                              | TOJ SC302 Ford                                                | Norbert Przybilla                                             | S+2.0                                                         |
| 60°                                                              | 8                                                             | Haldi / Bell / Béguin                                         | Porsche 935/77A                                               | Meccarillos Racing Team                                       | Gr.5                                                          |
| 61°                                                              | 84                                                            | Reisenbichler / Schneider                                     | Ford Capri                                                    | Ford Berkenkamp Racing                                        | T                                                             |
| 62°                                                              | 107                                                           | Arlt / Kuhlmann / Bieler                                      | Audi 80                                                       | IFM Efector                                                   | T                                                             |
| 63°                                                              | 58                                                            | Max Sigrist                                                   | Lola T290 BMW                                                 | Formel Rennsport Club der Schweiz (FRC)                       | S2.0                                                          |
| 64°                                                              | 57                                                            | Urs Neukomm                                                   | Lola T212 BMW                                                 | Formel Rennsport Club der Schweiz (FRC)                       | S2.0                                                          |
| 65°                                                              | 60                                                            | Roland Binder                                                 | Lola T390 BMW                                                 | Roland Binder                                                 | S2.0                                                          |
| 66°                                                              | 40                                                            | Hardt / Kneip                                                 | KMW SP30 Porsche                                              | Karl-Adolf Kneip                                              | S+2.0                                                         |
| 67°                                                              | 42                                                            | Siegfried Rieger                                              | McLaren M8 Chevrolet                                          | Siegfried Rieger                                              | S+2.0                                                         |
| 68°                                                              | 37                                                            | Dombrowski / Hoffmann                                         | Sauber C5 Chevrolet                                           | Norbert Dombrowski                                            | S+2.0                                                         |
| 69°                                                              | 41                                                            | Karl Langjahr                                                 | Porsche EB Spyder                                             | Karl Langjahr                                                 | S+2.0                                                         |
| 70°                                                              | 108                                                           | Hilger / Jacobs                                               | VW Scirocco                                                   | Fenstermann Rennsport                                         | T                                                             |
| 71°                                                              | 24                                                            | Lundgardh / Persson                                           | Porsche 935                                                   | Tuff-Kote Dinol Racing                                        | Gr.5                                                          |
| 72°                                                              | 91                                                            | Struck / Persson / Kaufmann                                   | Ford Escort RS 2000                                           |                                                               | T                                                             |
| 73°                                                              | 109                                                           | Bornschein / Schramm / Nickisch                               | VW Scirocco                                                   |                                                               | T                                                             |
| 74°                                                              | 123                                                           | Müller / Kraft / Güttes                                       | Ford Escort RS 2000                                           |                                                               | T                                                             |
| 24 Horas de Le Mans 15/06/1980 Circuito de la Sarthe             |                                                               |                                                               |                                                               |                                                               |                                                               |
| Pos                                                              | N°                                                            | Piloto                                                        | Auto                                                          | Equipo                                                        | Clase                                                         |
| 1°                                                               | 16                                                            | Rondeau / Jaussaud                                            | Rondeau M379B Ford                                            | Jean Rondeau                                                  | S+2.0                                                         |
| 2°                                                               | 9                                                             | Ickx / Jöst                                                   | Porsche 908/80 Turbo                                          | Martini Racing - Liqui Moly                                   | S+2.0                                                         |
| 3°                                                               | 17                                                            | Spice / Martin / Martin                                       | Rondeau M379B Ford                                            | Jean Rondeau                                                  | GTP                                                           |
| 4°                                                               | 5                                                             | Fréquelin / Dorchy                                            | WM P79/80 Peugeot                                             | W.M. Esso                                                     | GTP                                                           |
| 5°                                                               | 70                                                            | Fitzpatrick / Redman / Barbour                                | Porsche 935 K3/80                                             | Dick Barbour                                                  | IMSA                                                          |
| 6°                                                               | 4                                                             | Barth / Schurti                                               | Porsche 924 Carrera GT Turbo                                  | Porsche System                                                | GTP                                                           |
| 7°                                                               | 8                                                             | De Cadenet / Migault                                          | De Cadenet Lola LM Ford                                       | Alain de Cadenet                                              | S+2.0                                                         |
| 8°                                                               | 49                                                            | Schornstein / Grohs / von Tschirnhaus                         | Porsche 935/77A                                               | Vegla Racing Team                                             | Gr.5                                                          |
| 9°                                                               | 73                                                            | Paul / Edwards / Paul, Jr.                                    | Porsche 935 JLP-2                                             | J.L.P. Racing                                                 | IMSA                                                          |
| 10°                                                              | 76                                                            | Xhenceval / Dieudonné / Regout                                | Ferrari 512 BB                                                | Ch. Pozzi - JMS Racing                                        | IMSA                                                          |
| 11°                                                              | 6                                                             | Mamers / Raulet                                               | WM P79/80 Peugeot                                             | W.M. Esso                                                     | GTP                                                           |
| 12°                                                              | 2                                                             | Rouse / Dron                                                  | Porsche 924 Carrera GT Turbo                                  | Porsche System                                                | GTP                                                           |
| 13°                                                              | 3                                                             | Bell / Holbert                                                | Porsche 924 Carrera GT Turbo                                  | Porsche System                                                | GTP                                                           |
| 14°                                                              | 83                                                            | Quester / Pironi / Mignot                                     | BMW M1                                                        | B.M.W. France                                                 | IMSA                                                          |
| 15°                                                              | 84                                                            | Stuck / Bürger / Lacaud                                       | BMW M1                                                        | Dominique Lacaud                                              | IMSA                                                          |
| 16°                                                              | 93                                                            | Perrier / Carmillet                                           | Porsche 911 SC                                                | Thierry Perrier                                               | GT                                                            |
| 17°                                                              | 25                                                            | Hesnault / Sotty / Laurent                                    | Chevron B36 ROC                                               | ROC - Société Yacco                                           | S2.0                                                          |
| 18°                                                              | 23                                                            | Dubois / Vetsch / Debias                                      | Lola T298 ROC                                                 | ROC - Société Yacco                                           | S2.0                                                          |
| 19°                                                              | 53                                                            | Facetti / Finotto                                             | Lancia Beta Montecarlo Turbo                                  | Jolly Club - Lancia Corse                                     | Gr.5                                                          |
| 20°                                                              | 89                                                            | Snobeck / Poulain / Destic                                    | Porsche 935                                                   | Hervé Poulain                                                 | IMSA                                                          |
| 21°                                                              | 86                                                            | Soto / Honegger / Hutchins                                    | Mazda RX-7                                                    | Z. et W. Enterprises Inc.                                     | IMSA                                                          |
| 22°                                                              | 29                                                            | Clark / Birrane / Mason                                       | Lola T297 Ford                                                | Dorset Racing Associates                                      | S2.0                                                          |
| 23°                                                              | 78                                                            | O'Rourke / Down / Phillips                                    | Ferrari 512 BB                                                | Steve O'Rourke                                                | IMSA                                                          |
| 24°                                                              | 90                                                            | Bourdillat / Ennequin / Bernard                               | Porsche 934                                                   | Georges Bourdillat                                            | GT                                                            |
| 25°                                                              | 12                                                            | Craft / Evans                                                 | Dome Zero RL80 Ford                                           | Dome Co Ltd.                                                  | S+2.0                                                         |
| 26°                                                              | 7                                                             | Saulnier / Morin / Bousquet                                   | WM P79/80 Peugeot                                             | W.M. Esso                                                     | GTP                                                           |
| 27°                                                              | 94                                                            | Alméras / Alméras / Hoepfner                                  | Porsche 934                                                   | Equipe Alméras Freres                                         | GT                                                            |
| 28°                                                              | 27                                                            | Perrier / Yver                                                | Lola T298 BMW                                                 | Michel Elkoubi - Primagaz                                     | S2.0                                                          |
| 29°                                                              | 69                                                            | Akin / Miller / Kent-Cooke                                    | Porsche 935 K3                                                | Racing Associates Inc.                                        | IMSA                                                          |
| 30°                                                              | 95                                                            | Ferrier / Servanin / Rousselot                                | BMW M1                                                        | B.M.W. Zol-Auto                                               | IMSA                                                          |
| 31°                                                              | 43                                                            | Lapeyre / Verney / Trintignant                                | Porsche 935 K3/80                                             | Malardeau Kremer Racing                                       | Gr.5                                                          |
| 32°                                                              | 45                                                            | Wollek / Kelleners                                            | Porsche 935/80                                                | Gelo Racing Team                                              | Gr.5                                                          |
| 33°                                                              | 42                                                            | Stommelen / Plankenhorn / Ikuzawa                             | Porsche 935 K3/80                                             | Gozzy Kremer Racing                                           | Gr.5                                                          |
| 34°                                                              | 80                                                            | González / Romero / Febles                                    | Porsche 934                                                   | Diego Febles Racing                                           | GT                                                            |
| 35°                                                              | 44                                                            | Cooper / Lovett / Wood                                        | Porsche 935 K3                                                | Charles Ivey Racing                                           | Gr.5                                                          |
| 36°                                                              | 28                                                            | Lombardi / Thatcher                                           | Osella PA8 BMW                                                | Scuderia Torino Corse                                         | S2.0                                                          |
| 37°                                                              | 85                                                            | Whittington / Haywood / Whittington                           | Porsche 935 K3                                                | Whittington Bros.                                             | IMSA                                                          |
| 38°                                                              | 91                                                            | Bussi / Salam / Grandet                                       | Porsche 934                                                   | A.S.A. Cachia                                                 | GT                                                            |
| 39°                                                              | 71                                                            | Rahal / Moffat / Garretson                                    | Porsche 935 K3                                                | Dick Barbour                                                  | IMSA                                                          |
| 40°                                                              | 77                                                            | Ballot-Léna / Andruet                                         | Ferrari 512 BB                                                | Ch. Pozzi - JMS Racing                                        | IMSA                                                          |
| 41°                                                              | 1                                                             | Gaillard / Trisconi / Chevalley                               | ACR 80 Ford                                                   | A. Chevalley Racing                                           | S+2.0                                                         |
| 42°                                                              | 96                                                            | Alliot / Guérin                                               | BMW M1                                                        | Garage du Bac                                                 | GTX                                                           |
| 43°                                                              | 15                                                            | Pescarolo / Ragnotti                                          | Rondeau M379B Ford                                            | Jean Rondeau                                                  | S+2.0                                                         |
| 44°                                                              | 41                                                            | Field / Ongais / Lafosse                                      | Porsche 935 K3/80                                             | Porsche Kremer Racing                                         | Gr.5                                                          |
| 45°                                                              | 22                                                            | Pignard / Striebig / Ketterer                                 | TOJ SM01 BMW                                                  | Hubert Striebig                                               | S2.0                                                          |
| 46°                                                              | 75                                                            | Guitteny / Bleynie / Libert                                   | Ferrari 512 BB                                                | Ch. Pozzi - JMS Racing                                        | IMSA                                                          |
| 47°                                                              | 82                                                            | Korten / Neve / Winkelhock                                    | March-BMW M1                                                  | March Engines Ltd.                                            | IMSA                                                          |
| 48°                                                              | 46                                                            | Haldi / Béguin / Merl                                         | Porsche 935/77A                                               | Meccarillos Racing                                            | Gr.5                                                          |
| 49°                                                              | 24                                                            | Verdier / Sourd                                               | Lola T298 ROC                                                 | ROC - Société Yacco                                           | S2.0                                                          |
| 50°                                                              | 52                                                            | Brancatelli / Ghinzani / Alén                                 | Lancia Beta Montecarlo Turbo                                  | Lancia Corse                                                  | Gr.5                                                          |
| 51°                                                              | 79                                                            | Dini / Violati / Micangeli                                    | Ferrari 512 BB                                                | Scudéria Super Car Bellancauto                                | IMSA                                                          |
| 52°                                                              | 68                                                            | Mendez / McKitterick / Walger                                 | Porsche 935 K3                                                | Racing Associates Inc.                                        | IMSA                                                          |
| 53°                                                              | 72                                                            | Sherwin / Kirby / Harmon                                      | Porsche 935                                                   | Dick Barbour - Wynn's International                           | IMSA                                                          |
| 54°                                                              | 51                                                            | Darniche / Heyer / Fabi                                       | Lancia Beta Montecarlo Turbo                                  | Lancia Corse                                                  | Gr.5                                                          |
| 55°                                                              | 20                                                            | Courage / Grand                                               | Chevron B36 BMW                                               | Jean-Philippe Grand                                           | S2.0                                                          |
| 6 Horas de Watkins Glen 06/07/1980 Watkins Glen                  |                                                               |                                                               |                                                               |                                                               |                                                               |
| Pos                                                              | N°                                                            | Piloto                                                        | Auto                                                          | Equipo                                                        | Clase                                                         |
| 1°                                                               | 31                                                            | Patrese / Heyer                                               | Lancia Beta Montecarlo Turbo                                  | Lancia Corse                                                  | Gr.5                                                          |
| 2°                                                               | 32                                                            | Alboreto / Cheever                                            | Lancia Beta Montecarlo Turbo                                  | Lancia Corse                                                  | Gr.5                                                          |
| 3°                                                               | 6                                                             | Fitzpatrick / Redman                                          | Porsche 935 K3/80                                             | Dick Barbour Racing                                           | Gr.5                                                          |
| 4°                                                               | 0                                                             | Field / Ongais                                                | Porsche 935 K3/80                                             | Interscope Racing                                             | Gr.5                                                          |
| 5°                                                               | 4                                                             | Barth / Merl                                                  | Porsche 935 K3                                                | Dick Barbour Racing                                           | Gr.5                                                          |
| 6°                                                               | 33                                                            | Ghinzani / Finotto                                            | Lancia Beta Montecarlo Turbo                                  | Jolly Club                                                    | Gr.5                                                          |
| 7°                                                               | 69                                                            | Woods / Akin / Mendez                                         | Porsche 935 K3                                                | Racing Associates                                             | Gr.5                                                          |
| 8°                                                               | 13                                                            | Townsend / Grohs                                              | Porsche 935                                                   | Andial Racing                                                 | Gr.5                                                          |
| 9°                                                               | 85                                                            | Whittington / Haywood / Whittington                           | Porsche 935 K3                                                | Whittington Brothers Racing                                   | Gr.5                                                          |
| 10°                                                              | 25                                                            | Miller / Cowart                                               | BMW M1                                                        | Red Lobster Racing                                            | Gr.5                                                          |
| 11°                                                              | 7                                                             | Heimrath / Rutherford                                         | Porsche 935                                                   | Heimrath Racing                                               | Gr.5                                                          |
| 12°                                                              | 98                                                            | Bauer / Green                                                 | Porsche 911 SC                                                | Green Racing                                                  | Trans-Am                                                      |
| 13°                                                              | 5                                                             | McKitterick / Mendez                                          | Porsche 935 K3                                                | Racing Associates                                             | Gr.5                                                          |
| 14°                                                              | 73                                                            | Paul, Jr. / Paul / Henn                                       | Porsche 935 JLP-2                                             | JLP Racing                                                    | Gr.5                                                          |
| 15°                                                              | 11                                                            | Wolpert / Aquilante / White                                   | Chevrolet Corvette                                            | Aquilante/Wolpert                                             | Trans-Am                                                      |
| 16°                                                              | 57                                                            | Shelton / Leven                                               | Porsche 911 SC                                                | Porsche-Audi Northwest                                        | Trans-Am                                                      |
| 17°                                                              | 81                                                            | Keirn / Errington                                             | Chevrolet Corvette                                            | Philip Keirn                                                  | Trans-Am                                                      |
| 18°                                                              | 36                                                            | Jenner / Vincentz / Garretson                                 | Porsche 934                                                   | Electrodyne Racing                                            | GT                                                            |
| 19°                                                              | 9                                                             | Raub / Woods                                                  | Chevrolet Camaro                                              | Rocky Mountain Performance                                    | Trans-Am                                                      |
| 20°                                                              | 83                                                            | Forrest / Leifheit                                            | Chevrolet Corvette                                            | Forrest/Leifheit                                              | Trans-Am                                                      |
| 21°                                                              | 93                                                            | Oleyar / Craine                                               | Chevrolet Corvette                                            | Little Foreign Car Shop                                       | Trans-Am                                                      |
| 22°                                                              | 18                                                            | Kicak / Eastham                                               | Chevrolet Corvette                                            | Tom Rynone                                                    | Trans-Am                                                      |
| 23°                                                              | 19                                                            | Cord / Adams                                                  | Chevrolet Monza                                               | Chris Cord                                                    | Gr.5                                                          |
| 24°                                                              | 52                                                            | Schuler / Schuler                                             | Datsun 280ZX                                                  | Fred Schuler                                                  | Trans-Am                                                      |
| 25°                                                              | 64                                                            | Baechle / Laughlin                                            | Chevrolet Corvette                                            | Auto Barn                                                     | Trans-Am                                                      |
| 26°                                                              | 23                                                            | Zulkowski / Pullyblank                                        | Porsche 914/6                                                 | Metal Craft Racing                                            | Trans-Am                                                      |
| 27°                                                              | 26                                                            | Overby / Harmstad                                             | Porsche 911 SC Targa                                          | Robert Overby                                                 | Trans-Am                                                      |
| 28°                                                              | 80                                                            | Carter / DeLorenzo                                            | Chevrolet Camaro                                              | Maurice Carter                                                | Gr.5                                                          |
| 29°                                                              | 30                                                            | Jöst / Moretti                                                | Porsche 935J                                                  | Electrodyne Racing                                            | Gr.5                                                          |
| 30°                                                              | 10                                                            | Young / Lazier                                                | Chevrolet Camaro                                              | Rocky Mountain Performance                                    | Trans-Am                                                      |
| 31°                                                              | 46                                                            | Kizer / Broomall                                              | Chevrolet Corvette                                            | Buist/Syfert                                                  | Trans-Am                                                      |
| 32°                                                              | 68                                                            | Heinz / Nagel / Valentine                                     | Chevrolet Corvette                                            | USA Racing                                                    | Gr.5                                                          |
| 33°                                                              | 16                                                            | Roberts / Schulte                                             | Chevrolet Camaro                                              | Tom's Mechanical Emporium                                     | Trans-Am                                                      |
| 34°                                                              | 28                                                            | Hinze / Whittington                                           | Porsche 935                                                   | Marty Hinze                                                   | Gr.5                                                          |
| 35°                                                              | 60                                                            | Brandt                                                        | Chevrolet Corvette                                            | Atlas Van Lines                                               | Trans-Am                                                      |
| 36°                                                              | 20                                                            | Stuck                                                         | BMW M1                                                        | BMW North America                                             | Gr.5                                                          |
| 37°                                                              | 38                                                            | Fryer                                                         | AMC Javelin                                                   | University of Pittsburgh                                      | Trans-Am                                                      |
| 38°                                                              | 71                                                            | Rahal                                                         | Porsche 935 K3                                                | Dick Barbour Racing                                           | Gr.5                                                          |
| 6 Horas de Mosport 17/08/1980 Mosport Park                       |                                                               |                                                               |                                                               |                                                               |                                                               |
| Pos                                                              | N°                                                            | Piloto                                                        | Auto                                                          | Equipo                                                        | Clase                                                         |
| 1°                                                               | 6                                                             | Fitzpatrick / Redman                                          | Porsche 935 K3/80                                             | Dick Barbour Racing/Sachs USA                                 | GTX                                                           |
| 2°                                                               | 18                                                            | Paul, Jr. / Paul                                              | Porsche 935 JLP-2                                             | JLP Racing                                                    | GTX                                                           |
| 3°                                                               | 0                                                             | Field / Ongais                                                | Porsche 935 K3/80                                             | Interscope Racing                                             | GTX                                                           |
| 4°                                                               | 14                                                            | Röhrl / Heyer                                                 | Lancia Beta Montecarlo Turbo                                  | Lancia Corse Italia                                           | GTX                                                           |
| 5°                                                               | 4                                                             | McKitterick / Mears                                           | Porsche 935 K3                                                | Dick Barbour Racing/Sachs USA                                 | GTX                                                           |
| 6°                                                               | 5                                                             | Miller / Akin / Nierop                                        | Porsche 935 K3                                                | Racing Associates                                             | GTX                                                           |
| 7°                                                               | 16                                                            | Facetti / Finotto                                             | Lancia Beta Montecarlo Turbo                                  | Jolly Club of Milan                                           | GTX                                                           |
| 8°                                                               | 44                                                            | Tullius / Adam                                                | Triumph TR8                                                   | JRT/Quaker State                                              | GTO                                                           |
| 9°                                                               | 9                                                             | Whittington / Henn                                            | Porsche 935 K3                                                | Thunderbird Racing                                            | GTX                                                           |
| 10°                                                              | 17                                                            | Morton / Kline / Bohren                                       | Mazda RX-7                                                    | Racing Beat                                                   | GTU                                                           |
| 11°                                                              | 46                                                            | DeNarvaez / García                                            | Porsche Carrera RSR                                           | DeNarvaez Enterprises                                         | GTO                                                           |
| 12°                                                              | 47                                                            | Frisselle / Mandeville                                        | Mazda RX-7                                                    | Brad Frisselle Racing                                         | GTU                                                           |
| 13°                                                              | 73                                                            | Soto / Honegger                                               | Mazda RX-7                                                    | Z & W Enterprises                                             | GTU                                                           |
| 14°                                                              | 86                                                            | Haywood / Leven                                               | Porsche 935/80                                                | Bayside Disposal Racing                                       | GTX                                                           |
| 15°                                                              | 50                                                            | Hochreuter / Brezinka / Ridgely                               | Porsche 911                                                   | Fritz Hochreuter                                              | GTO                                                           |
| 16°                                                              | 62                                                            | Koll / Cook                                                   | Porsche 911                                                   | Koll Motor Sport                                              | GTU                                                           |
| 17°                                                              | 48                                                            | Currin / Carusso                                              | Chevrolet Corvette                                            | Dynasales                                                     | GTO                                                           |
| 18°                                                              | 15                                                            | Ghinzani / Darniche                                           | Lancia Beta Montecarlo Turbo                                  | Lancia Corse Italia                                           | GTX                                                           |
| 19°                                                              | 36                                                            | Heimrath, Jr. / Hardacre / Reski                              | Porsche Carrera                                               | Climax Racing                                                 | GTX                                                           |
| 20°                                                              | 23                                                            | Davenport / Carney                                            | Datsun 280ZX                                                  | Raytown Datsun                                                | GTU                                                           |
| 21°                                                              | 7                                                             | Heimrath / Rutherford                                         | Porsche 935                                                   | Heimrath Racing                                               | GTX                                                           |
| 22°                                                              | 42                                                            | Bulkowski / Kulczyk                                           | Triumph TR8                                                   | Bruce Kulczyk                                                 | GTO                                                           |
| 23°                                                              | 80                                                            | Carter / Valentine                                            | Chevrolet Camaro                                              | Carter Racing                                                 | GTX                                                           |
| 24°                                                              | 69                                                            | Bytzek / Bartling                                             | Porsche Carrera RSR                                           | Bytzek/Litens Automotive                                      | GTO                                                           |
| 25°                                                              | 9                                                             | Rahal / Garretson                                             | Porsche 935 K3                                                | Dick Barbour Racing/Apple Computers                           | GTX                                                           |
| 26°                                                              | 54                                                            | Herman / Naon                                                 | Porsche Carrera RSR                                           | Montura Racing                                                | GTO                                                           |
| 27°                                                              | 33                                                            | Wietzes / Bienvenue                                           | Chevrolet Corvette                                            | Fifth Essence Racing                                          | GTO                                                           |
| 28°                                                              | 34                                                            | Drolsom / Davenport                                           | Porsche 911                                                   | Drolsom Racing                                                | GTU                                                           |
| 29°                                                              | 95                                                            | Stiff                                                         | Datsun 240Z                                                   | NTS Racing                                                    | GTU                                                           |
| 30°                                                              | 68                                                            | Mendez                                                        | Porsche Carrera RSR                                           | Hector Huerta Racing                                          | GTO                                                           |
| 31°                                                              | 72                                                            | Edwards / Carter                                              | Chevrolet Corvette                                            | Murray Edwards                                                | GTO                                                           |
| 32°                                                              | 7                                                             | Downing                                                       | Mazda RX-7                                                    | Racing Beat                                                   | GTU                                                           |
| 6 Horas de Vallelunga 07/09/1980 Autódromo de Vallelunga         |                                                               |                                                               |                                                               |                                                               |                                                               |
| Pos                                                              | N°                                                            | Piloto                                                        | Auto                                                          | Equipo                                                        | Clase                                                         |
| 1°                                                               | 42                                                            | Francia / Marazzi                                             | Osella PA8 BMW                                                | Giorgio Francia                                               | S2.0                                                          |
| 2°                                                               | 82                                                            | Brunn / Bell                                                  | Porsche 908/3                                                 | Siegfried Brunn                                               | S+2.0                                                         |
| 3°                                                               | 1                                                             | Patrese / Cheever                                             | Lancia Beta Montecarlo Turbo                                  | Lancia Corse                                                  | Gr.5                                                          |
| 4°                                                               | 4                                                             | Dören / Lässig                                                | Porsche 935 K3                                                | Weralit-Elora Team                                            | Gr.5                                                          |
| 5°                                                               | 74                                                            | Frisori / Parpinelli                                          | Osella PA6 Ford                                               | Torino Corse                                                  | S1.6                                                          |
| 6°                                                               | 43                                                            | Francisci / "Gimax"                                           | Osella PA8 BMW                                                | Escolette                                                     | S2.0                                                          |
| 7°                                                               | 2                                                             | Pescarolo / Barth                                             | Porsche 935/77A                                               | Sportwagen                                                    | Gr.5                                                          |
| 8°                                                               | 21                                                            | Pianta / Darniche                                             | Lancia Beta Montecarlo Turbo                                  | Lancia Corse                                                  | Gr.5                                                          |
| 9°                                                               | 71                                                            | "Gero" / Giorgio / Bernardini                                 | Lola T296 Ford                                                | Jolly Club                                                    | S1.6                                                          |
| 10°                                                              | 14                                                            | Dron / Cleare                                                 | Porsche 934                                                   | Richard Cleare Racing                                         | GT                                                            |
| 11°                                                              | 9                                                             | Pallavicini / Bernhard                                        | Porsche 934                                                   | Angelo Pallavicini                                            | GT                                                            |
| 12°                                                              | 76                                                            | Pellegrino / Carone                                           | Osella PA7 Ford                                               | Salvatore Pellegrino                                          | S1.6                                                          |
| 13°                                                              | 28                                                            | Lundgardh / Braun                                             | Porsche 935 L1                                                | Tuff-Kote Dinol Racing                                        | Gr.5                                                          |
| 14°                                                              | 27                                                            | Rousselot / Berenger / Geeraerts                              | BMW 320i                                                      | Jacques Berenger                                              | Gr.5                                                          |
| 15°                                                              | 31                                                            | Rampa / Galluzzo                                              | Alfa Romeo GTA                                                | Luigi Rampa                                                   | Gr.5                                                          |
| 16°                                                              | 53                                                            | Barberio / Giangrossi                                         | Osella PA6 BMW                                                | Pasquale Barberio                                             | S2.0                                                          |
| 17°                                                              | 23                                                            | Facetti / Finotto / Mohr                                      | Lancia Beta Montecarlo Turbo                                  | Jolly Club                                                    | Gr.5                                                          |
| 18°                                                              | 11                                                            | Rombolotti / Magnani                                          | Ferrari 308 GTB                                               | Jolly Club                                                    | GT                                                            |
| 19°                                                              | 81                                                            | Zorzi / Moreschi                                              | Capoferri M1 Ford                                             | Escolette                                                     | S+2.0                                                         |
| 20°                                                              | 77                                                            | "Menes" / Forini                                              | Chevron B31 Ford                                              | Escolette                                                     | S1.6                                                          |
| 21°                                                              | 72                                                            | Gellini / Grassi                                              | Chevron B31 Ford                                              | Maurizio Gellini                                              | S1.6                                                          |
| 22°                                                              | 54                                                            | Veninata / Cascone                                            | Osella PA6 BMW                                                | Vito Veninata                                                 | S2.0                                                          |
| 23°                                                              | 22                                                            | Ghinzani / de Cesaris                                         | Lancia Beta Montecarlo Turbo                                  | Lancia Corse                                                  | Gr.5                                                          |
| 24°                                                              | 48                                                            | Pezzali / Cerulli-Irelli                                      | Osella PA7 BMW                                                | Escolette                                                     | S2.0                                                          |
| 25°                                                              | 29                                                            | Cinotti / Piazzi / La Vecchia                                 | Fiat X1/9                                                     | Giuseppe Piazzi                                               | Gr.5                                                          |
| 26°                                                              | 49                                                            | Servanin / Ferrier                                            | Lola T298 ROC                                                 | François Servanin                                             | S2.0                                                          |
| 27°                                                              | 41                                                            | Brambilla / Lombardi                                          | Osella PA8 BMW                                                | Scuderia Torino Corse                                         | S2.0                                                          |
| 28°                                                              | 7                                                             | "Baronio" / "Spiffero"                                        | De Tomaso Pantera                                             | "Spiffero"                                                    | GT                                                            |
| 29°                                                              | 75                                                            | Nappi / Vecchione                                             | Osella PA8 Ford                                               | Pasquale Vecchione                                            | S1.6                                                          |
| 30°                                                              | 6                                                             | Micangeli / Pietromarchi                                      | De Tomaso Pantera                                             | Maurizio Micangeli                                            | Gr.5                                                          |
| 31°                                                              | 56                                                            | Boffa / Arfè                                                  | Osella PA6 BMW                                                | Mennato Boffa                                                 | S2.0                                                          |
| 32°                                                              | 25                                                            | Calderari / Spavetti / Vanoli                                 | BMW 320i                                                      | Eggenberger Motorsport                                        | Gr.5                                                          |
| 33°                                                              | 45                                                            | Siliprandi / Pezzali / Casoni                                 | Lucchini - BMW                                                | Fabio Siliprandi                                              | S2.0                                                          |
| 1000 Kilómetros de Dijon 28/09/1980 Dijon-Prenois                |                                                               |                                                               |                                                               |                                                               |                                                               |
| Pos                                                              | N°                                                            | Piloto                                                        | Auto                                                          | Equipo                                                        | Clase                                                         |
| 1°                                                               | 1                                                             | Pescarolo / Barth                                             | Porsche 935/77A                                               | Sportwagen                                                    | Gr.5+2.0                                                      |
| 2°                                                               | 3                                                             | Haldi / Béguin                                                | Porsche 935/77A                                               | Haldi/Meccarillos                                             | Gr.5+2.0                                                      |
| 3°                                                               | 4                                                             | Justice / Chelli                                              | Chevron B36 ROC                                               | Société ROC                                                   | S                                                             |
| 4°                                                               | 20                                                            | Cooper / Wood                                                 | Porsche 935 K3                                                | Charles Ivey Racing                                           | Gr.5+2.0                                                      |
| 5°                                                               | 14                                                            | del Bello / Boccard                                           | Lola T298 ROC                                                 | Société ROC/Yacco                                             | S                                                             |
| 6°                                                               | 8                                                             | Servanin / Ferrier                                            | BMW M1                                                        | Zol Auto                                                      | S                                                             |
| 7°                                                               | 7                                                             | Sotty / Cuynet                                                | Chevron B36 ROC                                               | Société ROC/Yacco                                             | S                                                             |
| 8°                                                               | 19                                                            | Brillat / Bertapelle                                          | Cheetah G602 BMW                                              | Chuck Graemiger/Yacco                                         | S                                                             |
| 9°                                                               | 26                                                            | Kristoffersen / Elgaard                                       | BMW 320                                                       | Willy F Racing                                                | Gr.5 2.0                                                      |
| 10°                                                              | 37                                                            | Bussi / Salam                                                 | Porsche 935                                                   | Christian Bussi/Denver                                        | Gr.5+2.0                                                      |
| 11°                                                              | 44                                                            | Cleare / Dron                                                 | Porsche 934                                                   | Richard Cleare Racing/Autofarm                                | GT                                                            |
| 12°                                                              | 28                                                            | Pallavicini / Crang                                           | Porsche 934                                                   | Angelo Pallavicini/Lubrifilm                                  | GT                                                            |
| 13°                                                              | 21                                                            | Dören / Lässig / Holup                                        | Porsche 935 K3                                                | Weralit Racing Team                                           | Gr.5+2.0                                                      |
| 14°                                                              | 27                                                            | Ennequin / Bourdillat / Bernard                               | Porsche 934                                                   | Georges Bourdillat                                            | GT                                                            |
| 15°                                                              | 36                                                            | Raulet / Dorchy                                               | WM P79/80 Peugeot                                             | WM Secateva/Esso                                              | S                                                             |
| 16°                                                              | 25                                                            | Piazzi / Cinotti / La Vecchia                                 | Fiat X1/9                                                     | Giuseppe Piazzi                                               | Gr.5 2.0                                                      |
| 17°                                                              | 39                                                            | Touroul / Bondil                                              | Porsche 911 Carrera RS                                        | Raymond Touroul/Total                                         | GT                                                            |
| 18°                                                              | 34                                                            | Jenvey / Hickman                                              | Lotus Esprit S1                                               | Richard Jenvey                                                | Gr.5 2.0                                                      |
| 19°                                                              | 12                                                            | Boillat / Morand                                              | Lola T296 Ford                                                | Georges Morand                                                | S2.0                                                          |
| 20°                                                              | 41                                                            | Mercer / Chittenden                                           | Vogue SP2 Ford                                                | David Mercer                                                  | S2.0                                                          |
| 21°                                                              | 42                                                            | Jones / Faure                                                 | De Cadenet Lola LM Ford                                       | Nick Faure/Vandervell                                         | S+2.0                                                         |
| 22°                                                              | 40                                                            | Striebig / Verney                                             | TOJ SM01 BMW                                                  | Hubert Striebig/BP                                            | S2.0                                                          |
| 23°                                                              | 9                                                             | Mathiot / Sourd                                               | Lola T298 ROC                                                 | Société ROC/Yacco                                             | S2.0                                                          |
| 24°                                                              | 2                                                             | Brunn / Bell / O'Rourke                                       | Porsche 908/3                                                 | Siegfried Brunn/Casa                                          | S+2.0                                                         |
| 25°                                                              | 23                                                            | Lundgardh / Braun / "Bald"                                    | Porsche 935 L1                                                | Lundgardh/Dinitrol Center                                     | -2000                                                         |
| 26°                                                              | 5                                                             | Lombardi / Brambilla                                          | Osella PA8 BMW                                                | Torino Squadra Corse                                          | S2.0                                                          |

## Posiciones finales
| CONSTRUCTORES +2.0 | CONSTRUCTORES +2.0 | CONSTRUCTORES +2.0 |
| Pos                | Equipo             | Puntos             |
| ------------------ | ------------------ | ------------------ |
| 1°                 | Porsche            | 160                |
| 2°                 | Lancia             | 40                 |
| 3°                 | Ferrari            | 12                 |
| 4°                 | BMW                | 4                  |
| 5°                 | Opel               | 3                  |
| CONSTRUCTORES -2.0 |                    |                    |
| Pos                | Equipo             | Puntos             |
| 1°                 | Lancia             | 160                |
| 2°                 | BMW                | 59                 |
| 3°                 | Porsche            | 15                 |
| 4°                 | Fiat               | 15                 |
| 5°                 | Ford               | 4                  |
| 6°                 | Opel               | 1                  |

| Predecesor: WSC 1979 | Campeonato Mundial de Resistencia 1980 | Sucesor: WSC 1981 |

- Datos: Q2741856
- Multimedia: 1980 in World Sportscar Championship / Q2741856